# Praxiteles

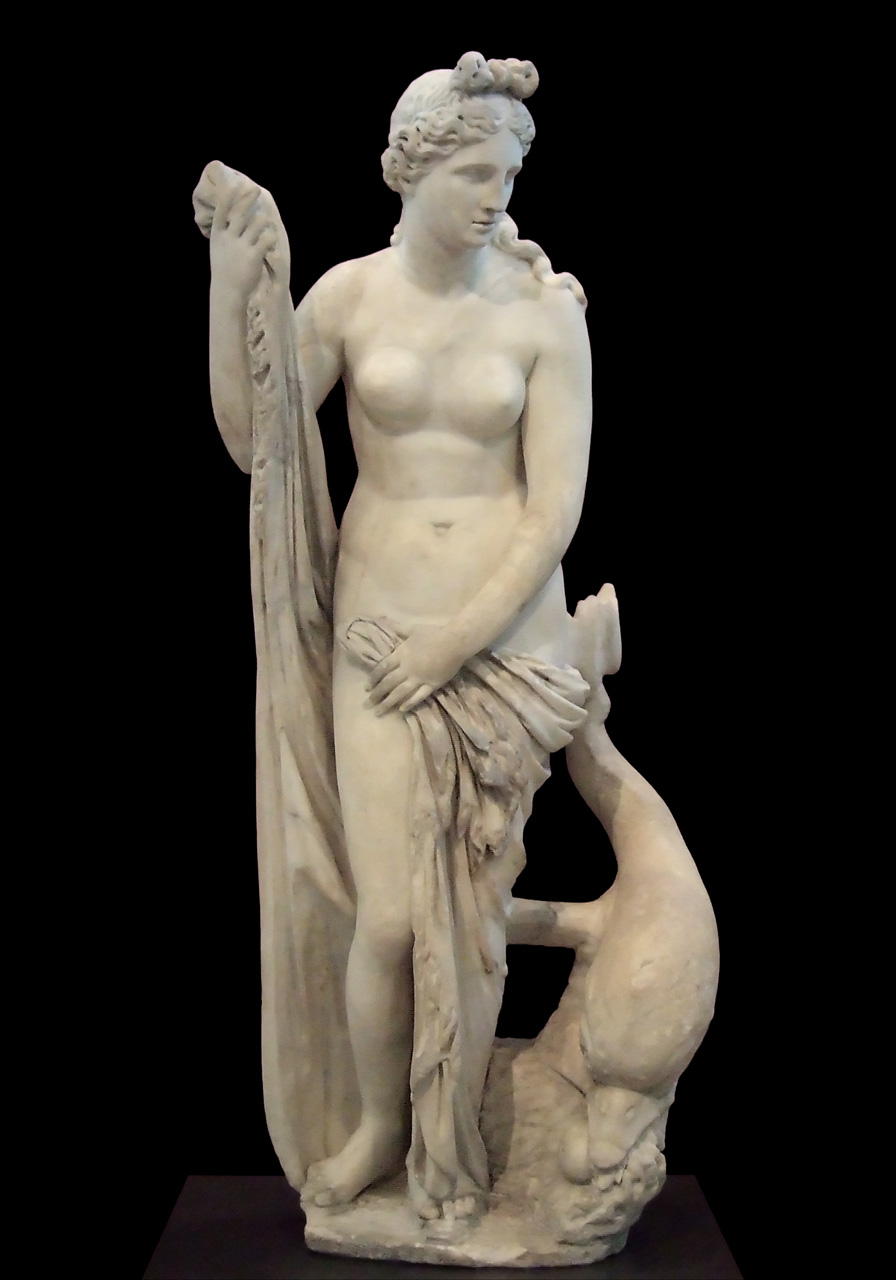
Venus, copie romană după o statuie de Praxiteles

Praxiteles (în greacă Πραξιτέλης; n. 395 î.Hr., Atena, Atena clasică – d. 330 î.Hr. a fost un sculptor grec din secolul al IV-lea î.Hr., activ în perioada 370 î.Hr.–330 î.Hr. Era atenian și fiu al sculptorului Cefisodot.
Sculptura lui Praxiteles este caracterizată de grație. Sculptorul a realizat o serie de nuduri feminine (se consideră că el este autorul faimoasei statui Venus din Milo, însă s-a dovedit că lucrarea este mult mai târzie și a fost realizată cel mai probabil de către Alexandros din Antiohia). Chiar și personajele masculine sunt caracterizate de grație, (Hermes cu Dionis) reușind să evidențieze carnația.